# ITF Horb am Neckar
Das ITF Horb am Neckar ist ein Tennisturnier der ITF Women’s World Tennis Tour, das in Horb am Neckar ausgetragen wird. Veranstaltungsort des Turniers ist der Tennisclub Bildechingen e.V.

## Geschichte
Offizielle Namen der Turniere bis heute:
- 2005–2023: BMW AHG Cup
- 2024–: AHG Cup

## Siegerliste

### Einzel
| Jahr | Kategorie | Siegerin             | Finalgegnerin       | Ergebnis       |
| ---- | --------- | -------------------- | ------------------- | -------------- |
| 1996 | $10.000   | Choi Ju-yeon         | Pawlina Nola        | 6:3, 6:1       |
| 1997 | $10.000   | Anna Földényi        | Julia Abe           | 6:4, 6:1       |
| 1998 | $10.000   | Anna Földényi        | Zsófia Gubacsi      | 6.3, 6:0       |
| 1999 | $10.000   | Jana Hlaváčková      | Jitka Schönfeldová  | 6:4, 6:7, 6:1  |
| 2000 | $10.000   | María Emilia Salerni | Adriana Jerabek     | 6:3, 2:6, 6:2  |
| 2001 | $10.000   | Lenka Novotná        | Zuzana Kučová       | 7:5, 6:4       |
| 2002 | $10.000   | Claudia Kuleszka     | Hanna Krampe        | 4:6 7:63, 6:2  |
| 2003 | $10.000   | Marija Kondratjewa   | Ana Timotić         | 7:5, 6:3       |
| 2004 | $10.000   | Anna Földényi        | Zuzana Zálabská     | 6:4, 6:77, 6:4 |
| 2005 | $10.000   | Kristina Barrois     | Andrea Hlaváčková   | 7:5, 6:3       |
| 2006 | $10.000   | Sandra Martinović    | Lydia Steinbach     | 3:6, 6:1, 6:4  |
| 2007 | $10.000   | Natalia Orlova       | Ana Timotić         | 1:6, 6:0, 6:3  |
| 2008 | $10.000   | Anna Korzeniak       | Simona Dobrá        | 2:6, 6:3, 6:1  |
| 2009 | $10.000   | Lucie Kriegsmannová  | Michelle Gerards    | 6:4, 6:4       |
| 2010 | $10.000   | Michaela Hončová     | Annalisa Bona       | 6:4, 6:2       |
| 2011 | $10.000   | Paula Kania          | Carina Witthöft     | 4:6, 6:4, 7:5  |
| 2012 | $10.000   | Laura Siegemund      | Gaia Sanesi         | 6:3, 6:0       |
| 2013 | $10.000   | Carolin Daniels      | Cindy Burger        | 7:5, 6:4       |
| 2014 | $10.000   | Petra Krejsová       | Jesika Malečková    | 7:5, 7:5       |
| 2015 | $15.000   | Jesika Malečková     | Shérazad Reix       | 1:6, 6:4, 6:2  |
| 2016 | $25.000   | Tamara Korpatsch     | Tereza Smitková     | 6:2, 6:1       |
| 2017 | $25.000   | Patty Schnyder       | Conny Perrin        | 6:3, 6:1       |
| 2018 | $25.000   | Katharina Gerlach    | Katarzyna Piter     | 4:6, 6:3, 7:64 |
| 2019 | W25       | Lea Bošković         | Simona Waltert      | 6:4, 0:6, 6:1  |
| 2022 | W25       | Jekaterina Makarowa  | Jaimee Fourlis      | 6:1, 6:0       |
| 2023 | W25       | Veronika Erjavec     | Anna Gabric         | 5:7, 6:2, 6:3  |
| 2024 | W35       | Veronika Erjavec     | Julie Štruplová     | 7:5, 6:0       |
| 2025 | W35       | Park So-hyun         | Astrid Lew Yan Foon | 6:2, 1:6, 7:64 |

### Doppel
| Jahr | Kategorie | Siegerinnen                               | Finalgegnerinnen                         | Ergebnis          |
| ---- | --------- | ----------------------------------------- | ---------------------------------------- | ----------------- |
| 1996 | $10.000   | Jana Ondrouchová Hana Šromová             | Monika Kratochvílová Olga Vymetálková    | 6:2, 6:2          |
| 1997 | $10.000   | Julia Abe Renee Reid                      | Magda Mihalache Alice Pirsu              | 6:3, 6:3          |
| 1998 | $10.000   | Esther Brunn Camilla Kremer               | Liina Suurvarik Ljudmila Nikojane        | 6:1, 7:6          |
| 1999 | $10.000   | Rewa Harriman Mara Santangelo             | Eva Fislová Andrea Šebová                | 6:2, 6:2          |
| 2000 | $10.000   | Patrycja Bandurowska María Emilia Salerni | Zuzana Hejdová Kristen van Elden         | 6:3, 6:4          |
| 2001 | $10.000   | Annette Kolb Ivana Zupa                   | Zuzana Kučová Martina Strussova          | 7:60, 6:2         |
| 2002 | $10.000   | Swetlana Mossjakowa Ljudmila Nikojane     | Ruxandra Marin Delia Sescioreanu         | 7:64, 6:1         |
| 2003 | $10.000   | Marija Kondratjewa Shelley Bryce          | Leslie Butkiewicz Kim Kilsdonk           | 6:3, 3:6, 6:3     |
| 2004 | $10.000   | Maria Arkhipova Jewhenija Sawranska       | Janette Bejlková Yuan Meng               | 6:4, 6:3          |
| 2005 | $10.000   | Lucie Kriegsmannová Zuzana Zálabská       | Ivanna Isroilova Jelena Tschalowa        | 6:4, 6:3          |
| 2006 | $10.000   | Josipa Bek Dia Ewtimowa                   | Julia Görges Lydia Steinbach             | 3:6, 6:3, 6:3     |
| 2007 | $10.000   | Simona Dobrá Lucie Kriegsmannová          | Miljana Adanko Laura Haberkorn           | 6:3, 6:3          |
| 2008 | $10.000   | Simona Dobrá Lucie Kriegsmannová          | Danielle Harmsen Kim Kilsdonk            | 2:6, 6:3, [10:8]  |
| 2009 | $10.000   | Michelle Gerards Marcella Koek            | Anja Prislan Amra Sadikovic              | 7:66, 6:1         |
| 2010 | $10.000   | Simona Dobrá Lucie Kriegsmannová          | Korina Perkovic Anna Zaja                | 4:6, 7:65, [10:8] |
| 2011 | $10.000   | Paula Kania Katarzyna Kawa                | Vaszilisza Bulgakova Christina Shakovets | 1:6, 6:3, [10:2]  |
| 2012 | $10.000   | Emma Hayman Jade Schoelink                | Carolin Daniels Dejana Raickovic         | 2:6, 6:3, [10:8]  |
| 2013 | $10.000   | Tatjana Kotelnikowa Hilda Melander        | Carolin Daniels Laura Schaeder           | 6:3, 6:3          |
| 2014 | $10.000   | Hilda Melander Barbora Štefková           | Carolin Daniels Laura Schaeder           | 6:4, 6:1          |
| 2015 | $15.000   | Carolin Daniels Lidsija Marosawa          | Catalina Pella Guadalupe Pérez Rojas     | 7:63, 4:6, [10:7] |
| 2016 | $25.000   | Richèl Hogenkamp Lesley Kerkhove          | Anita Husarić Oleksandra Koraschwili     | 6:1, 7:62         |
| 2017 | $25.000   | Lesley Kerkhove Bibiane Schoofs           | Ágnes Bukta Isabella Schinikowa          | 7:5, 6:3          |
| 2018 | $25.000   | Oana Georgeta Simion Gabriela Talabă      | Jana Jablonovská Vivien Juhászová        | 6:3, 6:0          |
| 2019 | W25       | Katharina Gerlach Julia Wachaczyk         | Albina Xabibulina Sopia Schapatawa       | 6:1, 6:3          |
| 2022 | W25       | Jekaterina Makarowa Jekaterina Reingold   | Jaimee Fourlis Alana Parnaby             | 2:6, 6:4, [10:8]  |
| 2023 | W25       | Darja Astachowa Daniela Vismane           | Laura Böhner Berta Bonardi               | 6:3, 6:2          |
| 2024 | W35       | Aneta Kučmová Nika Radišić                | Alina Tscharajewa Yūki Naitō             | 6:4, 6:73, [10:2] |
| 2025 | W35       | Tessa Brockmann Josy Daems                | Jazmín Ortenzi Rebeca Pereira            | 5:7, 6:2, [10:2]  |

## Quelle
- ITF Homepage